# Pauto
Pauto je rijeka u Kolumbiji, lijeva pritoka rijeke Meta. Pripada porječju rijeke Orinoco.